# Partido Comunista Palestino (1990)
El Partido Comunista palestino (en árabe: الحزب الشیوعي الفلسطیني‎) es un partido marxista-leninista palestino. El Partido Comunista Palestino afirma ser la vanguardia política de la clase obrera en Palestina. El partido pasó por una gran agitación tras el colapso de la Unión Soviética en 1991 y la deserción de una gran parte de los miembros del ala derecha de la dirección. Después de la caída de la Unión Soviética, muchos querían que el partido cambiara su nombre por el común, pero el partido decidió restablecerse en varias semanas y anunció la continuación del nombre comunista. El partido hace un llamamiento a la liberación de Palestina y al establecimiento de un Estado progresista único para todos los ciudadanos del territorio palestino, independientemente de su afiliación étnica o religiosa.